# Impotenti esistenziali
Impotenti esistenziali es una película italiana de 2009, escrita y dirigida por Giuseppe Cirillo, con música de Giuseppe Cirillo y Ciu Ranieri.

## Sinopsis
Giuseppe, psicólogo y profesor de educación sexual, cree que es el castigador de la sociedad contra la hipocresía. Un día, en un club privé, conoce a Francesca, esposa de Riccardo, y tiene con ella una relación.